# هتزوه
هتزوه (به لاتین: Hatzeva) یک منطقهٔ مسکونی در اسرائیل است که در Central Arava Regional Council واقع شده‌است.